# Viking Gas Transmission
Viking Gas Transmission — газопровід в США, прокладений від кордону з канадською провінцією Манітоба через Міннесоту до штату Вісконсин.
Компанія TransCanada подає ресурс до прикордонного пункту Емерсон, звідки по території США його транспортують одразу дві системи — Great Lakes Gas Transmission, яка перетинає всі міжозерне дефіле у штаті Мічиган і знову заходить до Канади, та Viking Gas Transmission, котра прямує дещо південніше до з'єднання з потужною трубопровідною системою ANR Pipeline біля Маршфілду у штаті Вісконсин. Довжина Viking Gas Transmission, виконаної в діаметрі труб 600 мм, станом на кінець 1990-х становила 495 миль. Після прокладання ряду лупінгів вона досягла 671 милі. При цьому пропускна здатність системи зросла до понад 5 млрд м3 на рік.
Можна також відзначити, що вона здатна транспортувати ресурс в обох напрямках.
Через споруджене в 2009 році відгалуження газ із Viking Transmission постачається до Фарго в Північній Дакоті. У середині 2010-х почали планувати створення тут інтерконектору з системою WBI Energy Transmission, яка транспортує газ із басейну Віллістон (Монтана/Північна Дакота, відомий своєю сланцевою формацією Баккен).
В кінці 1990-х існували наміри прокласти уздовж траси Viking Transmission ще один газопровід значно більшого діаметру та потужності Viking Voyageur, який повинен був досягнути хабу Joilet поблизу Чикаго.  Втім, ці плани так і не реалізувались.